# Rick-ornichon
Rick-ornichon (Pickle Rick) est le troisième épisode de la troisième saison de la série d'animation pour adultes Rick et Morty. 
Écrit par Jessica Gao (en) et réalisé par Anthony Chun, l'épisode est diffusé le 6 août 2017 sur la chaine de télévision Adult Swim. Dans cet épisode Rick se transforme en cornichon pour éviter une thérapie familiale, mais Beth Smith confisque son antidote et les autres membres de la famille vont en thérapie. Pendant ce temps, Rick transformé, tombe dans un égout et construit des mécanismes à partir d'animaux morts pour survivre. Il sort des égouts dans un bâtiment hautement sécurisé, où il tue les agents à l'intérieur afin de s'en échapper. Il se rend à la séance de thérapie et reçoit plus tard la seringue antidote de Beth.
L'épisode parodie les films d'action et a été inspiré par l'épisode 4 Days Out de la série Breaking Bad. Dans le prolongement de l'histoire de la saison du divorce de Beth et Jerry, Rick-ornichon explore la relation malsaine de Beth avec Rick, qui ignore l'importance de la famille. Il est regardé par 2,3 millions de téléspectateurs lors de sa première diffusion sur Adult Swim, un épisode très attendu par les fans de la série. L'épisode reçoit des critiques positives, louant en particulier l'animation et le design de Rick-ornichon et ses scènes de combat, ainsi que la performance des acteurs invités : Danny Trejo (Jaguar) et Susan Sarandon (Dr Wong). Il remporte le Primetime Emmy Award du meilleur programme d'animation 2018, le premier Emmy Award remporté par la série Rick et Morty.

## Histoire
Rick se transforme en cornichon dans le garage, mais Morty n'est pas impressionné. Beth et Summer arrivent, elles sont en retard pour les consultations familiales. Rick affirme qu'il ne peut pas y aller sous sa forme actuelle. Morty l'accuse de l'avoir fait manquer le rendez-vous, soulignant un mécanisme au-dessus de Rick qui lui tombera une seringue dans 10 minutes. Beth prend la seringue et part avec Morty et Summer.
Un chat entre dans le garage et frappe Rick dans l'allée. Rick se ratatine dans la chaleur jusqu'à ce qu'une pluie diluvienne le jette dans un égout. Il tue une blatte et construit un système de membres pour lui permettre de se déplacer. Il tue ensuite un groupe de rats et utilise les cadavres pour améliorer son exosquelette de fortune et créer un jetpack. Rick monte par les toilettes dans un bâtiment.
Des hommes en costume tirent sur Rick. Il en tue deux, puis appelle le directeur de l'Agence pour lui demander de le laisser sortir de l'immeuble. Les agents suivent l'appel et courent à la source, mais il s'agit d'un piège. Ils sont tués par un ordinateur portable que Rick a programmé pour exploser. Un prisonnier nommé Jaguar est envoyé pour tuer Rick. Les deux hommes se battent avec un laser et des armes à feu. Rick-ornichon appelle le directeur de l'agence et lui annonce qu'il vient pour le tuer. Le directeur de l’Agence propose de déverrouiller le bâtiment et de donner 100 millions de dollars à Rick, mais celui-ci ignore l’offre. Le directeur de l'agence appelle un hélicoptère, mais Rick et Jaguar s'échappent. Rick déclenche une explosion, tuant le directeur de l'agence.
Pendant ce temps, Beth révèle que le Principal Vagina a recommandé la séance de thérapie après que Morty se soit mouillé en classe et que Summer ait été surpris en train de souffler un vernis de poterie. La thérapeute Dr. Wong demande pourquoi Rick est absent. Beth répond qu'il s'est transformé en cornichon. Dr. Wong demande à chaque membre de la famille ce qu'ils croient être dans la seringue. Morty et Summer sont certains qu'il s'agit d'un sérum anti-cornichons. Beth évite la question et insulte ses enfants.
Pendant que le groupe expriment ce qu'ils pensent, Rick entre pour aller chercher la seringue. Le Dr Wong demande pourquoi il a menti à Beth. Rick répond qu'il ne respecte pas la thérapie. Dr. Wong répond que la famille utilise « l'intelligence pour justifier la maladie » et préconise « la réparation, l'entretien et le nettoyage ». Sur le chemin du retour, Rick s'excuse auprès de Beth pour avoir menti. Beth lui donne la seringue, lui permettant de revenir à la forme humaine. Morty et Summer expriment leur intérêt pour un traitement ultérieur; Rick et Beth les ignorent, discutant de leur intention de sortir boire un verre.
Dans une scène post-crédits , le méchant Concerto a attaché Rick et Morty à un grand piano; Jaguar arrive, tue Concerto et s'envole. Rick dit à Morty « Voilà pourquoi tu ne vas pas en thérapie ».

## Analyse
L'épisode diffère des précédents épisodes de la saison trois en ce qu'il est entièrement situé sur Terre. Cependant, comme les deux épisodes précédents de la saison, « Rick-ornichon » porte sur le divorce de Beth et Jerry. Cela marque un changement pour la série, qui présentait auparavant peu de continuité dans les scénarios. Jenny Jaffe de Vulture décrit cet épisode comme un exemple de la façon dont Rick et Morty « aiment se mettre dans les coins avec les idées les plus stupides du monde et les exécuter de la manière la plus intelligente qui soit ». Jesse Schedeen de IGN note qu'il s'agit de l'émission « à son niveau le plus violent », contenant « un niveau de sang et d'horreur » correspondant à l'épisode de la saison 2 « Look Who's Purging Now ». Greene partage cet avis, affirmant que l'épisode « a atteint de nouveaux niveaux de grotesque », y compris comparé à la violence de la voiture de Rick qui protège Summer dans « The Ricks Must Be Crazy ». Un article technique relie la scène où Rick contrôle le mouvement de la blatte en piquant son cerveau avec sa langue à une étude de 2015 intitulée « Contrôle central du mouvement du cafard en marche libre », publiée dans Current Biology, où les chercheurs stimulent les neurones d'une blatte afin de contrôler son mouvement.
Jack Shepherd (en) de The Independent affirme que l'épisode parodie les films d'action des années 1980 dans le scénario avec des gangsters russes et leur leader anglais  alors que Schedeen estime qu'il parodie des « films d'action hyper violents » et la série de films de John Wick. Joe Matar de Den of Geek! écrit que l'épisode imite Die Hard , ce qu'Harmon a déjà fait dans l'épisode « Modern Warfare » de la communauté. Scheeden qualifie le bâtiment de l'épisode « d’ambassade de Russie »  tandis que Shepherd l’appelle « une installation hautement sécurisée et sans nom remplie de gangsters russes »  et que Steve Greene de IndieWire décrit apparemment comme le Consortium financier de l'Europe de l'Est. Zack Handlen du AV Club écrit : « Je ne pense pas que le pays de l'ambassade soit jamais spécifiquement établi, ce qui fait partie de la blague », bien qu'il remarque que les gardes du corps sont « européens ».
L’écrivain Ryan Ridley a déclaré que cet épisode n’est « pas une parodie de quelque chose en particulier », bien qu’il fasse référence à 127 Hours and Gravity. Le créateur de la série, Dan Harmon, a déclaré que l'épisode est largement inspiré de l'épisode « 4 Days Out » de Breaking Bad , dans lequel Walter White est « confronté à des forces primales » et doit « faire appel à ses connaissances scientifiques fondamentales pour les maintenir en vie ».
Jaffe écrit que « Summer et Morty semblent beaucoup plus touchés » par les préoccupations du thérapeute que Beth et Rick. Matar est d'accord, déclarant que « Morty et Summer espèrent tous les deux pouvoir reprendre la thérapie, mais Beth et Rick ont choisi d'agir au-dessus de tout ». Zach Blumenfeld de Paste écrit à propos de la scène automobile que « les yeux de Morty et Summer [sont] effarés alors que leur mère et leur grand-père ignorent totalement les besoins des enfants ».
Jaffe commente que « Beth ne veut pas croire que Rick éviterait délibérément quelque chose d'aussi important pour elle. »  Shepherd écrit que « Beth a des problèmes d'abandon non résolus et que cette agonie mentale lui cause un sérieux stress intérieur qui se manifeste par des attaques sournoises chez tout le monde autour d'elle ». Jess Joho de Mashable estime que Beth a un complexe paternel ou Complexe d'Électre, affirmant que l'épisode « prend le symbolisme freudien [...] dans le sens littéral » et que le choix d'un cornichon est un « symbole phallique littéral ». Blumenfeld pense que « la conversation entre Beth et son père montre plus clairement que jamais qu’ils sont des parents de sang avec un penchant apparemment héréditaire pour le narcissisme autodestructeur » et note que la « personnalité mouillée mais bien intentionnée de Jerry » avait effet sur Beth et la famille.
Shepherd pense que le traitement thérapeutique de Rick montre qu'il « se soucie de la famille ». Handlen écrit que « le fait même que Rick vit toujours avec une version de sa famille suggère de reconnaître à un certain niveau qu'il reconnaît un besoin fondamental pour ces relations » et qu'il évite la thérapie, car « il est suffisamment intelligent pour savoir que le Dr Wong [...] est juste. » Schedeen dit : « Le monologue de Sarandon [le Dr Wong] sur la coutume de Rick de négliger tout ce qui dans sa vie ressemble à du travail est vraiment au cœur de son comportement narcissique égoïste », Rick a « un rare [moment] de clarté », mais Beth pardonnera tout ce qu'il fera « tant qu'elle aura son père dans sa vie ». Joho dit que dans sa diatribe contre la thérapie, « Rick montre enfin ses vraies couleurs à tout le monde dans la pièce ». Il qualifie le discours de M. Wong de « succinct [de retrait] de masculinité toxique ».

## Production
Harmon a déclaré dans une interview avec Fast Company qu'il pensait que le concept de l'épisode avait été lancé pour la première fois par un écrivain lui demandant : « Et si on commençait l'épisode de cette façon, alors que [Rick] se transformait en cornichon? ». La raison en serait : « il voudrait faire ses preuves », et l'intrigue thérapeutique était utilisée pour « continuer à parler de l'histoire du divorce de la saison ».
Kendra Melton, créatrice de personnages, affirme : « il existe probablement au moins 100 versions de ce costume de rat ». Maximus Pauson, également concepteur de personnages, a déclaré que celui utilisé dans l'épisode définitif en était un qui « mettait l'accent sur le cornichon ». Dan Harmon note que les dessins initiaux pour les rats étaient « trop adorables » compte tenu du fait que Rick en a assassiné beaucoup, et Melton corrobore que « nous l'avons beaucoup plus cambré, mis quelques bouts sur lui, l'avons débarrassé de sa fourrure ». Selon Harmon, les auteurs ont donné aux animateurs des instructions plus détaillées que pour la plupart des épisodes, notamment « sur le processus de piratage de la blatte pour donner à Rick une mobilité ».
« Rick-ornichon » est l'un des épisodes préférés de la saison pour Harmon. Pendant le processus d'écriture, il était en instance de divorce et avait entamé une thérapie, ce qui avait influencé son travail. il dit à propos du discours que le Dr Wong a donné à Rick : « Je ne sais pas si j’aurais pu écrire cela il y a deux ans [... ] Je me serais assuré que Rick aurait le dernier mot ».

### Commercialisation
Au Comic-con de San Diego de 2016, une animation approximative de « Rick-ornichon » a été publiée, le mettant en scène dans l'égout attaquant des rats. Lorsque la deuxième saison de la série s’est terminée avec Rick emprisonné, cela a amené certains fans à croire que c’était de cette façon-là qu’il s’échapperait. Cela a semé la confusion lorsque la première de la troisième saison a été publiée le 1er avril 2017 et a devoilé un Rick s'échappant différemment. Trois semaines avant la diffusion de l'épisode, des T-shirts gratuits et d'autres articles « Rick-ornichon » ont été offerts au Comic-Con de San Diego 2017.

## Réception
Le premier épisode a été diffusé sur Adult Swim à 11:30. Le 6 août 2017, en après-midi, 2,31 millions de téléspectateurs l'ont regardé.
Zach Blumenfeld de Paste appelle cet épisode « sans doute l'épisode de Rick et Morty le plus attendu de tous les temps » en raison de la grande quantité de contenu de l'épisode publié par Adult Swim avant sa première apparition. Green appelle le concept Rick-ornichon « l'étonnement le plus attendu de la saison 3 ». En juin 2017, Polygon a publié un article intitulé « Rick-ornichon est déjà le personnage préféré de la troisième saison de Rick et Morty », citant des actions de fans tels que la création de comptes Twitter et Tumblr pour le personnage. Julia Alexander, l'auteur de l'article, commente que la série « a trouvé une base de fans dédiée à cause de l'absurdité sur laquelle elle fonde sa comédie ».
Jesse Schedeen de IGN a attribué à cet épisode une note de 8,7 sur 10, résumant que « cette odyssée délirante a capturé Rick et Morty à un niveau des plus divertissants ». Schedeen loue la présence de Danny Trejo en tant qu'invité, qualifiant de « sublime » la scène de combat entre Jaguar et Rick. Zach Blumenfeld de Paste note l'épisode 8.2 sur 10, louant le travail des animateurs. Blumenfeld critique la conversation entre Rick et Jaguar, estimant que « Harmon et Roiland luttent difficilement pour s'exprimer avec élégance sur le sujet », et a les mêmes reproches concernant la scène de la thérapie, mais complimente la fin pour avoir « condensé un fort coup de poing émotionnel ».
Zack Handlen de The A.V. Club attribue un A à l'épisode dans une critique positive en écrivant « que le Dr Wong aide une personne à surmonter sa coprophagie, est une très bonne blague ». Steve Greene d' Indiewire classe cet épisode dans la catégorie B +, en complimentant « les détails de plus en plus précis de la série », tels que donner un œil au beurre noir à Pickle Rick et la conception sonore de son onguent à la moutarde. Greene loue les stars invitées Sarandon et Trejo, mais reproche « qu'il existe un certain fil magique qui se perd lorsque la dynamique Rick / Morty est retirée du cœur d'un épisode ».
Jack Shepherd de The Independent commente l'épisode de manière très positive, le qualifiant « d'excellente aventure, sans arrêt et imbibée de sang ». Shepherd appelle le choix d'un cornichon « à la fois hilarant et très, très Rick » et note la phrase de Jaguar « Cela se termine quand l'un de nous deux meurt et je ne suis jamais mort auparavant » comme un moment fort pour l'épisode. Jenny Jaffe de Vulture donne également une critique complémentaire, la résumant comme un « voyage acide freudien » et « surréaliste et conscient de soi », en la comparant à l'épisode de BoJack Horseman « Fish Out of Water ». Joe Matar de Den of Geek! dit que « Rick-ornichon » était un « épisode très engageant avec un concept charmant et stupide » et « un épisode d'action meurtrière », complimentant l'animation, en particulier le « découpage gore » des scènes de rat. Matar a critiqué l'hommage de l'épisode à Die Hard.
Scott Russell de Paste classe l'épisode troisième sur dix dans une liste d'épisodes de Rick et Morty de la saison 3. Russell appelle cela « l'un des épisodes les plus divertissants de Rick et Morty à ce jour », écrivant qu'il « jette les bases essentielles pour la progression de la saison trois »; « ne manque pas de séquences d'action incroyablement animées, extrêmement sanglantes et puissamment amusantes »; et « se vante de ce que peut être la plus forte intrigue de la saison trois ».